# Бенедетта ди Кальяри

Юдикаты Сардинии

Бенедетта ди Кальяри (Бенедетта ди Масса) (Benedetta di Cagliari, Benedetta di Massa) (ок. 1194—1232) — юдикесса Кальяри с 1214.
Старшая дочь Гульельмо ди Масса и Аделазии Маласпина.
Вышла замуж за Баризоне III — сына судьи Арбореи Пьетро I, которого Гульельмо де Масса победил и держал в заключении.
Наследовала отцу после его смерти (январь или февраль 1214).
В 1215 г. в Кальяри высадился со своим войском пизанский дворянин Ламберто Висконти — судья Галлуры по правам жены. Он вынудил Бенедетту и Баризоне III признать себя вассалами Пизы, а ему уступить уже захваченную крепость Кальяри.
За супругов вступился папа Гонорий III, однако в 1217 г. Баризоне III умер, и в 1220 г. овдовевшая Бенедетта была вынуждена выйти замуж за Ламберто Висконти (тоже овдовевшего), который таким образом стал судьёй Кальяри (1220-1223). Однако через несколько лет папа аннулировал этот брак. Бенедетта принесла вассальную присягу Святому Престолу.
В последующем у неё было ещё два мужа — пизанцы Энрико ди Чеола (1226—1227) и Ринальдо ди Гваланди (1227—1230), которые оба носили титул судьи Кальяри.
В 1230 году Бенедетта удалилась в свой тосканский маркизат Масса (который после её смерти папа Григорий IX передал Уго ди Поркариа).
Её наследником в Кальяри стал сын от первого брака — Гульельмо II.